# Natacha Régnier
Natacha Régnier (Ixelles, 11 aprile 1972) è un'attrice belga.

## Biografia
Per il film La vita sognata degli angeli (1998) ha vinto il premio per la migliore interpretazione femminile al 51º Festival di Cannes, il Premio César per la migliore promessa femminile e l'European Film Awards per la miglior attrice. Nel 2013 viene candidata al Premio Magritte per la migliore attrice non protagonista e nel 2019 per la migliore attrice.

## Filmografia
- The Motorcycle Girl, regia di Stéphan Carpiaux (1993) - cortometraggio
- Ange Espérandieu, regia di Alain Schwartzstein (1995) (TV)
- Dimmi di sì (Dis-moi oui...), regia di Alexandre Arcady (1995)
- Le nid tombé de l'oiseau, regia di Alain Schwartzstein (1995) (TV)
- Un monde meilleur, regia di Laurent Dussaux (1996) (TV)
- Petite soeur, regia di Marion Sarraut (1996) (TV)
- Calino Maneige, regia di Jean-Patrick Lebel (1996)
- Encore, regia di Pascal Bonitzer (1996)
- Harlem, regia di François Cuel (1998) - cortometraggio
- La vita sognata degli angeli (La vie rêvée des anges), regia di Érick Zonca (1998)
- Amanti criminali (Les amants criminels), regia di François Ozon (1999)
- Il tempo dell'amore, regia di Giacomo Campiotti (1999)
- Tout va bien, on s'en va, regia di Claude Mouriéras (2000)
- Comment j'ai tué mon père, regia di Anne Fontaine (2001)
- La figlia di suo padre, regia di Jacques Deschamps (2001)
- Vert paradis, regia di Emmanuel Bourdieu (2003)
- Demain on déménage, regia di Chantal Akerman (2004)
- Ne fais pas ça, regia di Luc Bondy (2004)
- Le silence, regia di Orso Miret (2004)
- Le pont des Arts, regia di Eugène Green (2004)
- Trouble, regia di Harry Cleven (2005)
- Carmen, regia di Jean-Pierre Limosin (2005) (TV)
- Don Quichotte ou Les mésaventures d'un homme en colère, regia di Jacques Deschamps (2005) (TV)
- Gaspard le bandit, regia di Benoît Jacquot (2006) (TV)
- Sunduk predkov, regia di Nurbek Egen (2006)
- Les amitiés maléfiques, regia di Emmanuel Bourdieu (2006)
- La raison du plus faible, regia di Lucas Belvaux (2006)
- Boxes, regia di Jane Birkin (2007)
- 1 Journée, regia di Jacob Berger (2007)
- Intrusions, regia di Emmanuel Bourdieu (2008)
- Magma (film)Magma, regia di Pierre Vinour (2009)
- Orly, regia di Angela Schanelec (2010)
- Impasse du désir, regia di Michel Rodde (2010)
- La proie, regia di Eric Valette (2011)
- 38 testimoni (38 témoins), regia di Lucas Belvaux (2012)
- Mood Indigo - La schiuma dei giorni (L'Écume des jours), regia di Michel Gondry (2013)
- Tueurs, regia di Jean-François Hensgens e François Troukens (2017)